# Viols d'enfants : la fin du silence ?

Viols d'enfants : la fin du silence ? est un reportage télévisé suivi d'une discussion, diffusé le 27 mars 2000 sur France 3 dans l'émission Paroles d'enfants, réalisé par les journalistes Pascale Justice, Stéphane Taponier et Cécile Toulec. Présenté par Élise Lucet, le document enquête sur une affaire judiciaire classée sans suite à propos d'un potentiel réseau pédocriminel à caractère sectaire.

## Histoire
Le reportage évoque des faits de viols pédophiles dont auraient été victimes un frère et une sœur, désignés dans le reportage sous les pseudonymes de Pierre (né en 1989) et Marie (née en 1986), et qui affirment que leur père et d'autres adultes les auraient violés à différentes reprises durant des cérémonies à caractère sectaire. Le reportage évoque l'existence d'un réseau pédophile qui bénéficierait de protections au sein des instances dirigeantes de la justice et de la politique française (thèse développée dans le reportage) mais fait aussi part de doutes des magistrats chargés de l'affaire sur la réalité des allégations.
Le reportage est diffusé le 27 mars 2000 en fin de soirée.

## L'émission

### Les témoignages
Les témoignages et dessins des enfants, entrecoupés de pleurs, décrivent des rites pédo-sataniques : hommes et femmes en robe blanche ou rouge à bords dorés, arborant sur leur poitrine le symbole d'un triangle dans un cercle, tenant parfois des crucifix, allant jusqu'à décapiter des enfants devant eux et à placer leurs têtes sur des piques, autour d'une grande statue centrale. De nombreuses personnes auraient été présentes. Une salle où les hommes violeraient les petites filles et une autre où des femmes violeraient des petits garçons est alors décrite. Les enfants auraient également subi des séances d'hypnose au pendule. Les dessins ont été recueillis par le docteur pédopsychiatre Pierre Sabourin. En octobre 1996, la mère porte plainte à la brigade de protection des mineurs contre son mari, un ostéopathe parisien. Le dossier est alors confié à un juge d'instruction qui met le mari sous écoute téléphonique. Certains de ses amis sont alors identifiés et reliés à l'affaire. 
La transcription des bandes des écoutes téléphoniques du père durant l'émission révélerait qu'il aurait été tenu au courant de l'enquête. La première confrontation père-fille se déroule sans l'avocate de celle-ci, Maître Catherine Lardon-Galeote, le 5 mars 1997. Il sera demandé à l'enfant de se positionner face à son père de façon explicite, représentant une scène d'abus que l'enfant décrit. Durant cette confrontation, l'enfant sera traitée de menteuse, par une avocate commis d'office, puisque l'avocate de l'enfant pas n'avait pas été prévenue de la confrontation. Le père est mis en examen le lendemain. La justice l'autorise à revoir ses enfants un mois après sa mise en examen. En avril 1998, la juge d'instruction confronte à nouveau père et enfants, en présence d'un avocat choisi par la justice, Maître Patricia Guertzon-Blimbaum. Selon Marie, la juge aurait omis de faire inscrire des éléments dont elle aurait témoigné, et son avocat n'aurait rien dit, et lui aurait même conseillé de laisser tomber l'affaire car sinon la justice allait encore devoir l'ennuyer avec les procédures. Dans le reportage, l'avocate s'étonne de ces accusations. Selon Philippe Mazet, chef du service de pédopsychiatrie à l'hôpital de la Salpêtrière, qui ne sera pas entendu par la justice, le témoignage des enfants est crédible. 
Selon le sociologue Paul Ariès, leur témoignage est crédible, moyennant une analyse rigoureuse du témoignage tenant compte qu'ils ont peut-être été drogués. Le témoignage étant donc à prendre avec précautions. Pour Maître Monique Smadja-Epstein (qui défendit Jacques Mesrine et Alain Caillol), l'avocate du père des enfants, c'est leur imagination et l'influence de bandes dessinées comme Tintin qui sont en cause. Le 30 novembre 1998, la juge d'instruction ordonne un non-lieu dans l'affaire. La mère fera recours contre cette décision, avec l'appui du député vaudois Georges Glatz et de son association (Comité international pour la dignité de l'enfant, CIDE) domiciliée à Lausanne, qui permettra d'établir des liens entre cette affaire et celle de « Sylvie » (prénom fictif attribué dans l'émission), une Alsacienne, dont la mère a porté plainte en août 1997 en mettant en cause son mari, le grand-père et la grand-mère de l'enfant, qui auraient conduit Sylvie à Paris pour des soirées du même genre que celles de Pierre et Marie. Ainsi, Pierre et Marie reconnaissent sur photos les abuseurs de Sylvie qui elle-même reconnaît sur photo les abuseurs de Pierre et Marie, dans les locaux du CIDE. 
Le CIDE écrit alors au procureur du tribunal de grande instance de Paris pour lui signifier un élément nouveau dans le dossier, justifiant un recours contre le non-lieu précédemment décidé. Sylvie mentionne dans son témoignage l'assassinat d'une enfant, une certaine Marguerite. Sylvie a désormais une peur panique de tout ce qui ressemble à un homme qu'elle ne connait pas. Dans un enregistrement sur répondeur fait par un ami du père sur son téléphone, cet ami évoque la préparation de « weekends diaboliques ». Après avoir désigné un juge d'instruction pour s'occuper de l'affaire, la justice confie la garde au père. Selon Marc Montagnon, procureur adjoint au tribunal de grande instance de Strasbourg, le dossier a donné lieu à un long va-et-vient entre les parquets de Paris et Strasbourg pour instruire l'affaire. Il décrit une procédure « particulièrement inhabituelle ». La justice décide, dans le même temps, de retirer à la mère la garde de ses deux petites filles pour la confier au père. La mère de Sylvie s'enfuit alors avec ses enfants à l'étranger. La mère de Pierre et Marie, malgré l'aide du CIDE, est déboutée de son recours le 6 mai 1999, la mise en examen de son mari levée et la garde des enfants rétablie pour lui. Elle part alors elle aussi s'établir à l'étranger avec ses enfants.

### Le débat
En fin d'émission, un débat modéré par Élise Lucet s'ensuivit. Parmi les invités : la députée socialiste et ancienne ministre de la Jeunesse et des Sports Frédérique Bredin, la thérapeute familiale Martine Nisse, le commissaire de la sûreté Jean-Yves Leguennec, Martine Bouillon (substitut du procureur de Bobigny), Georges Glatz, député au Grand Conseil du canton de Vaud et délégué du CIDE,. Ce dernier évoque l'affaire de Zandvoort. Il explique une partie du fonctionnement de l'économie lucrative de ces réseaux pédophiles, évoquant des snuff movies sur DVD d'enfants violés et tués vendus 20 000 francs suisses sous le manteau, sans apporter de preuve sur le plateau. Ses propos ont motivé une réaction de la justice française.

## Réception
Françoise-Marie Santucci et Armelle Thoraval de Libération qualifient l'émission de « reportage choc, difficile à regarder, et qui ne pouvait que recueillir l'adhésion du téléspectacteur ». Elles affirment cependant que si la présentation des faits dans le documentaire tend à « convaincre [...], quelques éléments très précis sèment le trouble. En tout cas, auraient dû être mentionnés lors du reportage ». Elles citent notamment le rapport de l'expert national Michel Dubec, « à peine mentionné », malgré les nombreuses interventions de psychologues dans le reportage. Ce rapport affirmerait que le discours de la fille apparaît « construit comme à la manière des adultes », et qu'elle « n'a pas de « réaction anxio-dépressive » (le propre des enfants abusés), son travail scolaire est bon, elle est même plutôt « extravertie » ». Pour cet expert, la fille souffrirait d'un « inévitable conflit de loyauté » et « documente[rait] ce que l'adulte semble tant vouloir entendre et ce qui lui vaut d'être pour un temps au cœur de son attention ». Par ailleurs, les journalistes notent que la brigade des mineurs « ne mettrait jamais l'enfant face son accusateur, mais de dos, chacun dans un coin de la pièce », et qu'ainsi la reconstitution d'une scène de fellation au commissariat n'aurait pas eu lieu comme le laisse entendre le reportage. Celui-ci ne mentionnerait également pas le fait que les expertises médicales pratiquées au Centre Louise-Michel d'Évry montrent un « hymen intact » pour la petite fille, et aucune blessure anale pour le petit garçon. Il n'est pas mentionné non plus le fait que les policiers de la brigade des mineurs auraient sillonné Paris en voiture durant des heures avec la petite, effectué une soixantaine d'auditions, placé en garde à vue prolongée (plus de 24 heures) plusieurs relations du père, et effectué des perquisitions, aux domiciles et sur les lieux de travail.

## Suites
Martine Bouillon, substitut du procureur de Bobigny et administratrice de l'association La Voix de l'enfant, auteur de Viol d'anges chez Calmann-Lévy en 1997, affirma au cours de l'émission « avoir eu connaissance, en région parisienne, de charniers d'enfants », affaire pour laquelle une instruction était censée être en cours. Ce qui fut infirmé par les autorités judiciaires en la personne de la ministre de la Justice, Élisabeth Guigou, qui a démenti l'existence d'une enquête judiciaire en cours sur la découverte d'un charnier d'enfants en Seine-et-Marne. Tous les parquets de la région Île-de-France ont formellement démenti cette information. Rappelée à l'ordre par sa hiérarchie, la substitut du procureur a confirmé par la suite ses propos à des journalistes.
Le Conseil supérieur de l'audiovisuel a apporté ses réserves sur l'émission quant à la citation des écoutes téléphoniques qui, sorties de leur contexte, pouvaient voir leur sens modifié ainsi que pour les propos de la magistrate Martine Bouillon.
Une partie de l'émission Arrêt sur images du 21 mai 2000 fut consacrée à analyser l'émission de France 3.